# Парселас де Наваро (Порторико)
Парселас де Наваро (шп. Parcelas de Navarro) град је у америчкој острвској територији Порторико, острвској држави Кариба.

## Демографија
По попису из 2010. године број становника је 1.568.
| Група             | 2000.    | 2010.         |
| Белци             | 0 (0,0%) | 11 (0,7%)     |
| Афроамериканци    | 0 (0,0%) | 253 (16,1%)   |
| Азијати           | 0 (0,0%) | 1 (0,1%)      |
| Хиспаноамериканци | 0 (0,0%) | 1.548 (98,7%) |
| Укупно            | 0        | 1.568         |